# Eric Åkerlund
Eric Åkerlund (* 1943 in Gävle) ist ein schwedischer Schriftsteller und Lehrer.

## Leben
Åkerlund wuchs in Hälsingland auf und lebt in Hult, unweit von Kisa. Er debütierte 1968 als Lyriker und veröffentlichte seitdem neben Gedichten auch Novellen und Prosa. Er schrieb etwa zwanzig Radio- und Bühnenstücke, zuletzt für die Hörspielherbstserie von Sveriges Radio im Jahr 2000. Zusammen mit dem Autor Torgny Lindgren hat er, neben Radio- und Bühnenstücken, auch den Roman Döden ett bekymmer geschrieben, der im Frühjahr 2003 erschien.

## Werke (Auswahl)
- Kring omformaren (Gedichte, 1968)
- Mellan spåren (1969)
- Får vi sällskap hemåt? (1970)
- Sandler och Båtsmansjoel (Gedichte, 1973)
- Storstugan: historien om den svenska folkhögskolan (1975)
- Jättar (1977)
- För att inte ens jag kan ena mig (Gedichte, 1979)
- Brandvakt (Roman, 1981)
- Själatåg (Gedichte, 1984)
- Fadershanden (1986)
- Rose (Roman, 1988)
- Verona, Verona (1989)
- Reseledaren (Roman, 1993)
- En lördag i april (Roman, 1998)
- Döden ett bekymmer (2003)

## Preise und Auszeichnungen
- Bonniers Debütstipendium 1968
- Västernorrlands län Landsting-Kulturstipendium 1970
- Uppsala län Landsting-Kulturstipendium 1974
- Sandrews Dramatikerstipendium 1974 und 1978
- Preis der Krimiakademie Bestes schwedisches Debüt 1990[1]
- Stipendium der Svenska Akademien 1995